# دومارتانگ
دومارتانگ (به لاتین: Domartang) یک منطقهٔ مسکونی در جمهوری خلق چین است که در منطقه خودمختار تبت واقع شده‌است. دومارتانگ ۴۳۹ نفر جمعیت دارد و ۴٬۸۸۹٫۹۷ متر بالاتر از سطح دریا واقع شده‌است.